# Görzke
Görzke est une commune allemande de l'arrondissement de Potsdam-Mittelmark, Land de Brandebourg.

## Géographie
Görzke se situe dans le parc naturel du Hoher Fläming, près du Buckau et d'un affluent, le Riembach. La commune est à la frontière avec la Saxe-Anhalt.
La commune comprend Börnecke, Dangelsdorf et Wutzow.
|         | Buckautal  | Gräben     |
| Möckern | Görzke     | Bad Belzig |
|         | Wiesenburg |            |

Görzke se trouve sur la Bundesstraße 107.

## Histoire
Görzke est mentionné pour la première fois en 1161, lorsque l'évêque Wilmar fonde le chapitre de la cathédrale de Brandebourg. Le village est créé au VIe siècle par les Slaves.
Au cours de la dispute entre l'archevêché de Magdebourg et les margraves de Brandebourg, le monastère exige d'eux en 1373 la ville de Görzke, qui est finalement conquise par l'archevêché en 1378 et détruite. En 1416, Frédéric réussit à reconquérir la ville. Cependant, le conflit avec l'archevêché n'est pas réglé. Les deux parties revendiquent la ville. Ils acceptent de faire de la ville un fief du comte de Schwarzbourg. Cette situation se règle le 27 décembre 1533, lorsque Joachim Ier renonde définitivement à Görzke. Görzke perd son statut au cours de la guerre de Trente ans.

## Personnalités liées à la commune
- Friedrich Wilhelm Dunckelberg (1773-1843), architecte.
- Eva Zeller (née en 1923), écrivain.
- Peter Hagendorf (1601/1602-1679)

## Source
- (de) Cet article est partiellement ou en totalité issu de l’article de Wikipédia en allemand intitulé « Görzke » (voir la liste des auteurs).